# هنری جی. دبلیو. بلوین
هری جیمز واتسن «جیمی» بلوین (Harry James Watson "Jimmy" Belvin)‏ (۱۹۰۰–۱۹۸۶)، آموزگار بود و به عنوان نماینده و سناتور ایالت اکلاهما خدمت کرد. وی نخستین رئیس سالار منتخب یکی از پنج قبیلهٔ متمدن در قرن بیستم و با سابقه‌ترین سالار قبیلهٔ سرخپوست چاکتای ایالت اکلاهما، بود. بلوین از طریق فسخ، باز آرائی و باز زیستی و غرور بومی به ماهیت قبلیه خود پی برد. وی رهبر دو قطبی بود، بعضی‌ها آن را به عنوان یک‌نیمه دیکتاتور می‌شناختند که دفتر سالار قبیله را سخت در قبضهٔ خود نگهداشته بود و از قدرت خود برای حمایت از همسان‌سازی کامل در جامعه مسلط استفاده کرد و سنت‌ها، زبان و آداب و تشریفات چاکتا را به‌عنوان بقایای ناخوشایند تاریخ ناهنجار، سرکوب نمود. از نظر تعدادی دیگر، وی یک رهبر خیلی محبوب و مورد محبت اطرافیان و عوام‌گرا بود که خانه به خانه می‌رفت و با اعضای قبلیه صحبت می‌کرد، آن‌ها را از مسائل با خبر می‌ساخت و تلاش می‌کرد چاره‌ای در قسمت فقر زدایی و بیکاری آن‌ها ایجاد نماید.

## اوایل زندگی
جیمی بلوین در ۱۱ دسامبر سال ۱۹۰۰ در شهرستان بازول چاکتا در خانوادهٔ واتسون جی و مابل پاورز بلوین، متولد شد. بلوین از نوادگان مستقیم بلوین‌های اصیل که در جریان دنبالهٔ اشک‌های یا جابجایی‌های اجباری از می‌سی‌سی‌پی به سرزمین سرخپوستان، جبراً منتقل شدند، بود. بلوین در مدرسهٔ بازول درس خواند و از کالج آموزگاران جنوب‌شرقی با مدرک کارشناسی در رشته علوم فارغ شد و سپس برای اخذ مدرک کارشناسی ارشد در رشته آموزش در دانشگاه اکلاهما به دروس ادامه داد که در سال ۱۹۴۱ آن را به پایان رساند.
بلوین از سال ۱۹۲۳ الی سال ۱۹۳۹ در مدرسهٔ میهو در شهرستان برایان و در شهرستان چاکتا، تدریس کرد. در سال ۱۹۴۱ سرپرست آموزش عمومی شهرستان برایان انتخاب شد و تا سال ۱۹۵۲ این سمت را به‌عهده داشت. سپس مزرعهٔ گاو نژاد هرفورد را در شهرستان‌های برایان و چاکتا، راه‌اندازی نمود.
بلوین پس از نخستین انتخاب موفقیت آمیزش در مجلس مقننه اکلاهما در سال ۱۹۵۵، سه دوره در مجلس نمایندگان ایالتی اکلاهما به نمایندگی از شهرستان برایان، خدمت کرد.

## زمین‌های زغال‌سنگ و آسفالت
در اوایل سال ۱۹۴۶، حمایت از بلوین برای انتخاب در سمت سالار در حال افزایش بود. ویلیام ای. دورانت تا سال ۱۹۳۷ در این سمت خدمت کرد و به نظر می‌رسید پیشرفت کمی در فروش زمین‌های آسفالتی چاکتا و چیکسا داشته‌است. ۴۰۰٬۰۰۰ جریب (۱٬۶۰۰ کیلومتر مربع) زمین مشترک متعلق به قبایل چاکتا و چیکسا، مورد نزاع بود. براساس توافق سال ۱۹۰۲، ایالات متحده به خریداری این زمین‌ها در ظرف مدت سه سال توافق کرد اما تا آن‌زمان این خریداری را انجام نداده بود. رئیس دورانت و فلوید مایتوبی فرماندار چیکسا، در سال ۱۹۴۶، مبلغ ۳۳٫۱ میلیون دلار تقاضا نمودند که دولت ایالت متحده ۲٫۲ میلیون دلار ارزش داشت. از سوی دیگر، بلوین به‌عنوان رهبر آموزش دیده و آب‌دیده تلقی می‌شد که خواهان احیای قبیله بود. حتی قبل از این‌که رئیس شود، نامه‌های طولانی به عضو کنگره کارل آلبرت، عضو کنگره ویلیام استیگر، عضو کنگره المر توماس، سناتور ادوارد اچ. موری، دفتر ادارهٔ امور سرخ‌پوستان و رئیس پنج قبیلهٔ متمدن نوشت و در این نامه‌ها از تأخیر در نهایی سازی خریداری انتقاد نمود.
زمانی‌که بالاخره روی توافق‌نامهٔ ۸٫۵ دلاری توافق صورت گرفت، بلوین با راه‌اندازی کمپین نامه‌نگاری این سؤال را مطرح کرد که چرا این توافق‌نامه بدون اجازه دادن به نمایندگان کنفدراسیون چاکتا-چیکسا برای شرکت در مذاکرات، صورت گرفت است؟ بلوین با درنظر داشتن این‌که این زمین حاوی ۷۷۰ میلیون تن زغال‌سنگ سهل الوصول، ۱ میلیارد تن دیگر زغال‌سنگ ذخیره و آسفالت و کشف اخیر نفت، این سؤال را مطرح که چگونه می‌توان زغال‌سنگ را ۱ درصد در هر تن و زغال‌سنگ ذخیره را ۰٫۱ درصد در هر تن، ارزش‌گذاری کرد. بلوین همچنین از این واقعیت که رئیس دورانت در مذاکرات شرکت نکرده بود، به‌شدت انتقاد نمود و تصمیم در مورد «جلسهٔ سرنوشت‌ساز تأثیرگذار بر رفاه قبیله از زمان توافق‌نامهٔ آتوکا سال ۱۸۹۷»، را به عهده مایتوبی و وکیل قبیله چاکتا واگذار کرد.
کنفدراسیون چاکتا-چیکسا رسماً در ۹ ژانویه سال ۱۹۴۷ ایجاد شد، ولی این کنفدراسیون، قبل از آن برای چندین سال به‌عنوان وسیله‌ای برای ردیابی و پیگیری دارایی‌های قبیله، برگذاری جلسات و مباحث و انتشار اطلاعات خارج از ساختار «رسمی» BIA، فعالیت می‌کرد. پس از این‌که روی فروش مذاکره صورت گرفت، بلوین به‌عنوان رئیس کنفدراسیون، نامه‌های به اعضای قبیله نوشت و از آن‌ها خواست در جلسات اطلاعاتی حضور یابند و در مورد پذیرش و عدم پذیرش این پیشنهاد تصمیم بگیرند. بلوین نظر خود را رائه نکرد، اما از اعضای قبلیه درخواست نمود تا مطابق به وجدان خود رای دهند. اگرچه از نظر بلوین مبلغ توافق‌نامه به قیمت پائین ارزش‌گذاری شده بود، اما به‌محض این‌که رئیس شد از انتقاد از قیمت دست کشید و تلاش کرد که سهمیهٔ بسیار ضروری اعضای قبلیهٔ تهیدست خود را جمع‌آوری نماید.

## رئیس ارشد چاکتا
بلوین برای بار اول در سال ۱۹۴۸ رئیس قوم چاکتا انتخاب شد. در واقع بلوین نخستین رئیس انتخابی یکی از پنج قبیلهٔ متمدن و قوم چاکتا در قرن بیستم بود. تمامی رؤسای پنج قبلیهٔ متمدن اکلاهما، از زمان اجرایی شدن قانون داوز توسط رئیس‌جمهور به اساس پیشنهاد BIA، تعیین شده بودند. الی دههٔ ۱۹۷۰، صرف دو استثناء در انتصابات رئیس‌جمهور این بود که در سال ۱۹۴۸ و مجدداً در سال ۱۹۵۴ به قبیلهٔ چاکتا اجازه داد که رئیس شان‌را خود انتخاب نمایند. با آن‌که رای‌دهی محدود به بخش کوچکی از اعضای واجد شرایط بود اما این قبیله در هر دو بار بلوین را انتخاب نمودند.
وزارت کشور قبل از انتخابات سال ۱۹۵۴، به بلوین اطلاع داد که ریاست دائمی برای این قبیله حکم نشده‌است. بلوین با کارل آلبرت، عضو کنگره تماس گرفت که وی نیز طرفدار دموکراسی قبیله‌ای بود و در پشت صحنه تلاش می‌کرد تا ریاست قبیلهٔ چاکتا را به‌عنوان یک سمت دائمی ابقاء نماید. بلوین چنان شدید به حق قبایل برای انتخاب طرز حکومت خود معتقد بود که حتی قبیلهٔ چکسا را تشویق نمود تا برای انتخابات خود تأکید نماید. با وجودی‌که قبیلهٔ چکسا چندین سال تلاش کرد تا ادارهٔ امور سرخ‌پوستان را متقاعد بسازد که به آن‌ها اجازه دهد در مورد رهبری خود رای بدهند، اما درخواست آن‌ها نادیده گرفته شد.

### شورای بین القبیله‌ای پنج قبیلهٔ متمدن
در طول تاریخ، چندین رابطه مشترک بین این پنج قبیله وجود داشته‌است از جمله: شورای بین القبیله‌ای سال ۱۸۴۲ رودخانهٔ دیپ فورک، شورای سازمان ملل متحد در سرزمین سرخ‌پوستان سال ۱۸۶۱ و شورای سال ۱۸۶۶ اکلاهما به دلیل تاریخ و موقعیت یکسان این قبایل در قسمت عزل، تخصیص و نظارت دولت در اکلاهما، اذعان شد که اهداف قبیله‌ای برای توسعه، آموزش، خدمات برای اعضای قبیله، اقدامات پزشکی و فقرزدایی کمابیش یکسان بودند و کار با همی می‌تواند سودمند واقع شود. در واقع قبایل قبلاً به‌شکل غیررسمی مشترکاً بر پروژه‌ها کار می‌کردند. بلوین در ماه مارس سال ۱۹۴۹ به‌منظور تشویق و ترغیب قانون‌گذاران در رابطه با توافق‌نامهٔ زغال‌سنگ و آسفالت و به همین‌گونه ارائه پیشنهاد طرح فراگیر «امداد رسانی» تهیه شده توسط نمایندگان پنج قبیله، به واشینگتن رفته بود. این قبایل ادارهٔ مؤثرتر اداره سرخ‌پوستان، سیاست جدید زمین، تجدید اسکان، آموزش، بهداشت، حفظ منابع طبیعی و ساخت و ساز و حفاظت جاده، را به‌عنوان ابزاری برای کاهش پریشانی در قبایل خود پیشنهاد کرده بودند و تأییدیه دفتر نمایندگی محل را بدست آوردند.